# Око часу
«Око часу» (англ. Time's Eye) — науково-фантастичний роман Артура Кларка та Стівена Бекстера, написаний в 2003 році. Роман є першою частиною трилогії «Одіссея часу».

## Сюжет
Два гомініди — мати («Шукач») та її донька («Хапач»), що жили 2 млн років тому, захоплюються в полон людьми у червоних мундирах, що виявляються солдатами армії Британської імперії XIX століття.
У 2037 році неспокійна Північно-Західна прикордонна провінція Пакистану, що межує з Афганістаном, патрулюється миротворцями ООН. Вертоліт «Маленька пташка» з американськими ворент-офіцерами Кейсі Отіком і етнічним афганцем з македонськими коренями Абдікадіром Омаром та британським лейтенантом Бісесою Дат збиває з РПГ місцевий повстанець. Після вимушеної посадки, команда зустрічає солдатів у червоних мундирах, що відводять їх до форту Джамруд, в якому розміщений британський гарнізон, що обороняє північну Індію, частину Британської імперії. Солдати кажуть, що вони в 1885 році.
У гарнізоні форту більшість солдат — сипаї та гуркхи. У форті ще є газетні репортери американець Джош Вайт та британець Редді (це молодий та ще не відомий Редьярд Кіплінг).
Кейсі, Бісеса, Абдікадір та командир гарнізону капітан Гров виясняють, що вони з різних часів і опинилися разом в результаті «зсуву часу». Багато металевих сфер, названих «Очі», висять нерухомо в повітрі повсюди. При їх вивченні виявляється, що їх число π (відношення довжини кола до діаметра) = 3.
У той же час, космічний корабель «Союз» з космонавтами росіянами Мусою і Колею та американкою Сейбл, від'єднавшись від МКС, втратив зв'язок з нею та Землею. Через декілька днів вони змогли зв'язатись по радіо з Абдікадіром і передали йому свіжі знімки Землі, де зовсім не було електричних вогнів. Абдікадір припустив, Земля тепер є конгломератом шматків з різних часових періодів від 2 млн років до н. е. до 2037 року. Це підтверджується існуванням «Розломів» (англ. Discontinuity) — рівних вертикальних уступів на межі таких шматків. Частини поверхні з льодовикових періодів спричинюють похолодання та опади. Новий острів в Атлантиці перегороджує шлях Гольфстриму. Через пробуджені вулкани йдуть кислотні дощі. Люди задумаються, чому 2037 рік є найбільшим для нового світу.
Космонавти вирішують приземлятись без сторонньої допомоги. Після приземлення на території Азії, Мусу обезголовлює монгол-кочівник, а Колю та Сейбл відвозять до Чингісхана. Чингісхан залишає їх живими, оскільки вважає посланцями небес. Коля і придворний чиновник Єй Лю планують направити монгольську армію в Китай, щоб відновити зв'язки з тими частинами цивілізації, що залишились. Але Сейбл, яка на полюванні спасла життя Чингісхану від шаблезубого тигра, має на нього більший вплив, вона радить йому направити армію у Вавилон, звідки звучить невідомий радіомаяк. Вона вірить, що там знаходиться сила, що керує новим всесвітом, який космонавти назвали російським словом «Мір» (рос. Мир).
Бісеса, Кейсі, Абдікадір та британські солдати зустрічають армію Александра Македонського, що поверталася на південь після маллійської кампанії, де Александр був поранений. Бісеса з допомогою британця Сесіля де Моргана, що знав давньогрецьку, переконує Александра об'єднатись і йти до Вавилона, щоб заснувати там нову столицю його імперії.
Прибувши у Вавилон на кораблях через Перську затоку, вони бачать, що основна його частина з часу найбільшого розквіту міста при Навуходоносорі, а західна частина — це руїни з більш пізніх часів. В храмі Мардука, знаходиться більша за всі інші сфера, що посилає радіосигнал.
Армія Чингісхана на своєму шляху вирізає всіх жителів міста Бішкек XIX століття. Потім армія проходить повз буддистський монастир зі старим монахом і хлопцем. Коля помічає, що це одна і та ж людина в різному віці, тобто це не «зсув часу», а нова (паралельна) реальність, де немає парадоксу убитого дідуся та інших парадоксів мандрівників у часі.
Сейбл спіймала Колю, коли той по радіо попередив про наближення армії монголів, і Чингісхан наказує випалити йому очі та вуха розплавленим оловом.
Александр посилає на переговори емісарів на чолі з Птолемеєм, але монголи відрубують йому голову. Тоді він починає готувати армію і місто до відбиття нападу. Американські офіцери тренують македонців для взаємодії з британськими солдатами, озброєними гвинтівками та АК, взятими зі схованки гранатометника.
Наступного дня перед битвою Александр підбадьорює воїнів словами Шекспіра (промову писав Редді). У битві, застосовуючи кращу тактику, захисники протистоять учетверо чисельнішим монголам, але сила вогнепальною зброї нівелюється її невеликою кількістю й тактикою Сейбл прикриватись трупами полеглих. Александр вдало застосовує свій коронний маневр — удар кіннотою з правого флангу. В битві гине найближчий друг Александра — Гефестіон. Абдікадір також бере участь у битві, для захист ісламу, що зазнав великих втрат від монгольських завоювань.
Сейбл проривається в храм Мардука і завдає смертельного поранення Редді. Бісеса перемагає Сейбл і розказує вмираючому Редді про його майбутнє в світі без «Розломів».
Під кінець дня македонців рятує від поразки і винищення бомба, закладена Колею під трон Чингісхана. Монголи відходять у свої землі обирати спадкоємця.
Після страти Сейбл та зрадника Сесіля де Моргана, македонці та британці беруться до відбудови господарства Вавилону. Кейсі вчить використовувати парові двигуни і навіть електрику. Бісеса присвячує весь час вивченню «Ока». Через п'ять років Александр вирушає у плавання вздовж берега Середземного моря, але ні в Греції ні в Римі, ні в Єгипті не знаходить цивілізацій. Його відмовляють від подорожі в Америку, оскільки їхні кораблі не пристосовані для океану.
Бісеса приходить до висновку, що за «Очима» знаходиться спостерігач, вона бачить як він навчає нових навичок «Шукача» та «Хапача». Вона припускає, що найбільші завойовники Александр і Чингісхан зустрілися не випадково, а тому, що спостерігачеві хотілося влаштувати між ними протистояння. Бісеса хоче повернутися додому і відчуває, що «Око» згодне виконати її прохання. Джош просить взяти його з собою. «Око» переносить їх в кратер ядерного вибуху де вони бачать сонячне затемнення. Місяць є меншим (тобто, далі від Землі), вони розуміють що знаходяться в далекому майбутньому. «Око» переносить Бісесу додому в Лондон і вона просить не залишати Джоша самого і перенести його назад у Вавилон.
Виконуючи прохання Бісеси, гомінідів випускають і вони (на думку «Ока») почуваються більш підготовленими для нового життя.
Наприкінці книги припускається, що Першонароджені (англ. Firstborn) (істоти, які створили «Око» та «Розломи») є подібними чи тими самими істотами, що й у книзі «2001: Космічна Одіссея» і вони можуть ухвалити рішення про винищення людства за війни та насильство.

## Персонажі
- Байсеза Дат — лейтенант британської армії;
- Кейсі Отік — перший пілот, старший ворент-офіцер Повітряно-космічних сил США;
- Абдікадір Омар — другий пілот, старший ворент-офіцер;
- Муса Хіроманович Іванов — російський космонавт, командир космічного корабля «Союз»;
- Ніколай Константинович Криволапов — російський космонавт;
- Сейбл Джонс  — американська астронавтка.

## Цікаві факти
- Бісеза користується смартфоном з голосовим керуванням, камерою та великою базою знань з астрономії, історії та географії, але перекладача грецької мови в ньому немає.